# 7. Flieger-Division
Pour les articles homonymes, voir 7e division.
La 7. Flieger-Division (7e division aérienne) est l'une des principales divisions de la Luftwaffe allemande durant la Seconde Guerre mondiale.

## Création et différentes dénominations
Cette division a été formée le 1er septembre 1938 à Berlin, pour organiser toutes les unités de Fallschirmjäger (parachutiste). Le 1er mai 1943, la division a été convertie en 1. Fallschirmjäger-Division.

## Commandement

Drapeau du commandant d'une division aérienne

| Début              | Fin             | Grade           | Nom                              |
| ------------------ | --------------- | --------------- | -------------------------------- |
| 1er septembre 1938 | 14 mai 1940     | Generalleutnant | Kurt Student                     |
| 16 mai 1940        | 21 janvier 1941 | Generalleutnant | Richard Putzier                  |
| 21 janvier 1941    | 20 mai 1941     | Generalleutnant | Wilhelm Süßmann (Mort au combat) |
| 20 mai 1941        | 30 mai 1941     | Generalmajor    | Alfred Sturm                     |
| 1er juin 1941      | 1er août 1942   | Generalleutnant | Erich Petersen                   |
| 1er août 1942      | 1er mai 1943    | Generalleutnant | Richard Heidrich                 |

## Chef d'état-major
| Début              | Fin              | Grade | Nom                                                             |
| ------------------ | ---------------- | ----- | --------------------------------------------------------------- |
| 1er septembre 1938 | 15 décembre 1940 | Major | Heinrich Trettner                                               |
| 1er janvier 1941   | 17 août 1942     | Major | Conrad-Bernhard Graf von Üxküll (Mort dans un accident d'avion) |
| 18 août 1942       | 27 août 1942     | Major | Karl-Lothar Schulz                                              |
| 28 août 1942       | Avril 1943       | Major | Adolf Haering                                                   |